# إدغار برونفمان سينيور
إدغار برونفمان سينيور (بالإنجليزية: Edgar Bronfman, Sr.) هو رائد أعمال أمريكي، ولد في 20 يونيو 1929 في مونتريال في كندا، وتوفي في 21 ديسمبر 2013 في نيويورك في الولايات المتحدة.

## وصلات خارجية
- إدغار برونفمان سينيور على موقع مونزينجر (الألمانية)
- إدغار برونفمان سينيور على موقع إن إن دي بي (الإنجليزية)